# Аеробика
Аеробиката, или аеробни упражнения, наричани още кардио (от англ. cardio, което е съкратено от cardiovascular – сърдечносъдов), е комплекс от физически упражнения, които обикновено се изпълняват на фона на музика.
Наричат се аеробни, защото са свързани с насищане на кръвта с големи количества кислород поради усилените дишане и кръвообращение, при което в тялото мазнините се окисляват, т.е. „изгарят“.
Тя тренира и увеличава силата, мощността, гъвкавостта и координираността. Аеробиката е много популярна сред жените, които я практикуват на групи или пред телевизора.
През 1960 г. д-р Кенет Х. Купър въвежда тренировка, която да укрепва и засилва сърцето и белите дробове, като така прави първата стъпка в „аеробната“ (кардио) тренировка в САЩ. Заглавието на публикуваната от него книга „Аеробика“ в крайна сметка дава и името на тази силова тренировка, в която се изпълняват ритмични и координирани движения с тялото на бърза музика. Честото и ниско интензивно натоварване на мускулите оформя и тонизира тялото. Ефикасна специално за краката и долната част на тялото, аеробиката подпомага и подсилването на торса, както и отслабването на цялото тяло.
Аеробиката е вид кардио-тренировка, но не е единствената.
Първоначалната цел на аеробиката е да развива сърдечно-съдовата издръжливост, като паралелно тренира и мускулите на тялото. Има добро влияние върху мускулите, ставите, сърдечно-съдовата система, белите дробове, кръвообращението, психиката (удоволствие и изразяване чрез движение)и общото здравословно състояние на човека. Такива занимания позволяват да се постигне добра физическа кондиция и добро познаване на собственото си тяло.
Аеробиката се практикува за да замести (разшири) фитнес-тренировката, да се изгарят калории, да оформи и стегне тялото, да укрепи физическото здраве и да го поддържа.
Има различни видове аеробика:
- кръгова аеробика
- интервална аеробика
- бокс аеробика / тае бо
- степ аеробика
- водна аеробика
- слайд аеробика

Състои се от загрявка, кардио част и разпуксане. Тренировката включва още: упражнения на земя, упражнения за разтягане (стречинг).
Основните патологии, които могат да възникнат, са двигателни:
- на мускулите – контузии, хематоми, мускулни травми, скъсвания, наранявания;
- на ставите – навяхване на глезени, на колене, на китки, изкълчване на рамене и лакти;
- на сухожилията – възпаление на сухожилията (тендинит), скъсвания на сухожилията;
- на костите – периостит, счупвания от умора, пълни счупвания;
- на гръбнака – болки в тила, в гърба, в кръста, ишиас.